# Volo Malaysian Airlines System 653
Il volo Malaysian Airlines System 653 era un volo passeggeri di linea internazionale da Bayan Lepas, in Malaysia, a Paya Lebar, Singapore, con scalo a Subang Jaya, Malaysia. La sera del 4 dicembre 1977, un Boeing 737-200 operante sulla rotta si schiantò a Tanjung Kupang, Johor, Malaysia, mentre presumibilmente veniva dirottato dai dirottatori verso Singapore. È stato il primo incidente aereo con vittime per Malaysia Airlines (nome con cui è ora nota la compagnia aerea), infatti persero la vita tutti i 100 a bordo. Apparentemente, il volo venne dirottato non appena raggiunse l'altitudine di crociera. Le circostanze in cui si verificarono il dirottamento e il successivo incidente rimangono tuttora ignote. L'incidente è il peggior disastro aereo avvenuto in Malesia per numero di vittime.

## L'aereo
Il velivolo coinvolto era un Boeing 737-200, marche 9M-MBD, numero di serie 20585, numero di linea 306. Volò per la prima volta il 12 settembre 1972 e venne consegnato a Malaysian Airlines System lo stesso anno. Era spinto da 2 motori turboventola Pratt & Whitney JT8D-15. Al momento dell'incidente, l'aereo aveva poco più di 5 anni.

## Il dirottamento e lo schianto
Il volo 653 partì dalla pista 22 dell'aeroporto Internazionale di Penang esattamente alle 19:21 ora locale, diretto all'aeroporto di Subang-Sultano Abdul Aziz Shah di Kuala Lumpur.
Alle 19:54, a un'altitudine di 4 000 piedi (1 200 m), il comandante GK Ganjoor e il primo ufficiale Karamuzaman Jali iniziarono la preparazione per l'atterraggio. Durante la discesa verso la pista 33 dell'aeroporto di Subang, l'equipaggio riferì alla torre di controllo che un "dirottatore non identificato" era a bordo. Successivamente, i piloti furono costretti a interrompere tutte le comunicazioni da un gruppo di dirottatori che irruppe nella cabina di pilotaggio. La torre avvertì immediatamente le autorità, che effettuarono i preparativi di emergenza all'aeroporto.
Poco dopo, l'equipaggio trasmise in radio: "Ora stiamo procedendo verso Singapore. Buona notte". Negli ultimi minuti del nastro del registratore vocale della cabina di pilotaggio, gli investigatori sentirono una conversazione tra i piloti e i dirottatori su come l'aereo sarebbe rimasto senza carburante prima che potesse arrivare a Singapore, seguita da una serie di spari. Conclusero che sia il pilota che il copilota vennero colpiti a morte da un dirottatore, che lasciò l'aereo "professionalmente incontrollato". Alle 20:15, tutte le comunicazioni con l'aereo furono perse. Alle 20:36, gli abitanti di Kampong Ladang, Tanjung Kupang a Johor, riferirono di aver sentito esplosioni e di aver visto bruciare rottami in una palude. Il relitto fu successivamente identificato come l'aeromobile; aveva colpito il terreno ad un angolo quasi verticale a una velocità molto elevata. Non ci furono sopravvissuti.

## Le indagini

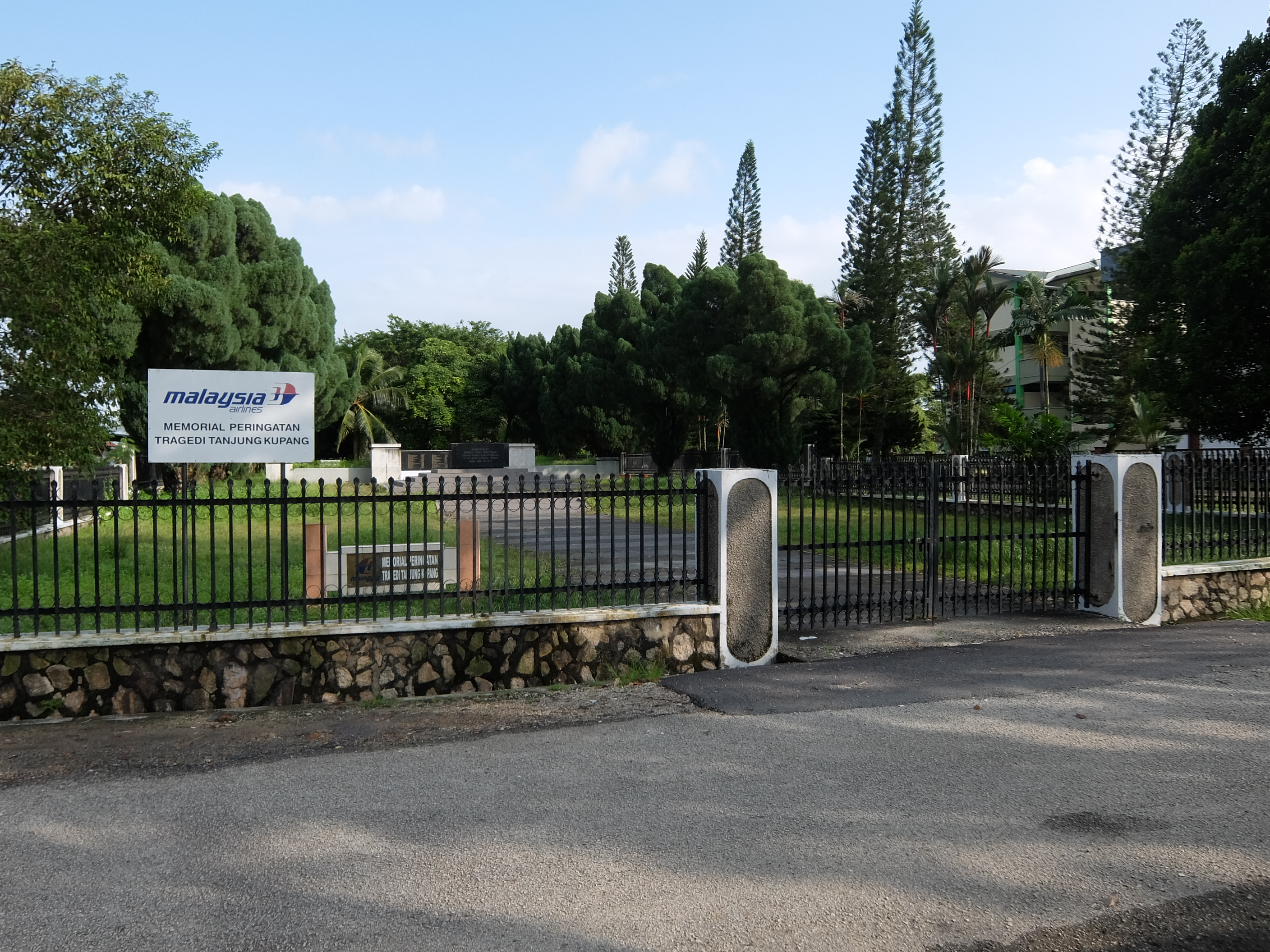
Memoriale della tragedia di Tanjung Kupang a Johor Bahru, Johor.

Le circostanze del dirottamento e dello schianto non sono mai state risolte. Tuttavia, i funzionari dell'aeroporto di Kuala Lumpur affermarono che i piloti avevano trasmesso via radio che i membri dell'Armata Rossa giapponese avevano dirottato l'aereo. Nel 1996, i giornalisti della CNN scrissero che i dirottatori furono effettivamente identificati come membri dell'Armata Rossa, ma ciò non venne confermato; nessuna prova a favore di tale teoria fu mai trovata. I resti delle vittime furono sepolti in una fossa comune.
Dopo l'incidente, venne istituita l'Unità di sicurezza aerea del Dipartimento dell'Aviazione civile della Malesia.